# Edwards County (Texas)
Das Edwards County ist ein County im Bundesstaat Texas der Vereinigten Staaten. Das U.S. Census Bureau hat bei der Volkszählung 2020 eine Einwohnerzahl von 1.422 ermittelt. Der Sitz der Countyverwaltung (County Seat) befindet sich in Rocksprings.

## Geographie
Das County liegt südwestlich des geographischen Zentrums von Texas und ist etwa 40 km von Mexiko entfernt. Es hat eine Fläche von 5491 Quadratkilometern, ohne nennenswerte Wasserfläche. Das County grenzt im Uhrzeigersinn an folgende Countys: Sutton County, Kimble County, Kerr County, Real County, Kinney County und Val Verde County.

## Geschichte
Edwards County wurde am 1. Februar 1858 aus Teilen des Bexar County gebildet und die Verwaltungsorganisation am 10. April 1883 abgeschlossen. Benannt wurde es nach Haden Edwards (1771–1849), einem der ersten angloamerikanischen Siedler im Nacogdoches County und Anführer der Fredonian Rebellion.
Mit dem Edwards County Courthouse ist ein Bauwerk des Countys im National Register of Historic Places (NRHP) eingetragen (Stand 7. Februar 2018).

## Demografische Daten

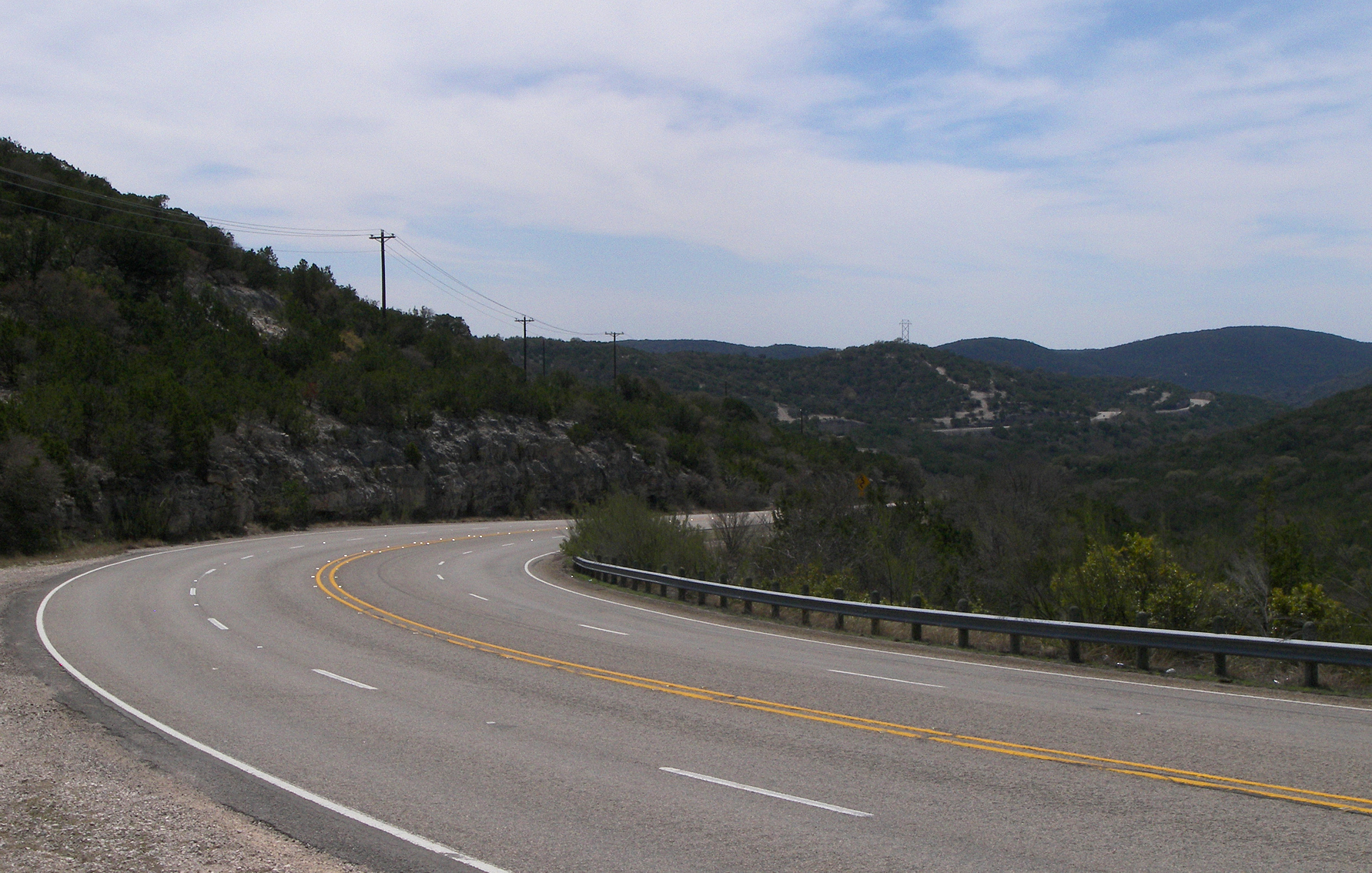
Der Texas State Highway 55 im Edwards County, Aufnahme in Richtung Süden

Nach der Volkszählung im Jahr 2000 lebten im Edwards County 2.162 Menschen in 801 Haushalten und 586 Familien. Die Bevölkerungsdichte betrug 0,4 Einwohner pro Quadratkilometer. Ethnisch betrachtet setzte sich die Bevölkerung zusammen aus 83,26 Prozent Weißen, 0,79 Prozent Afroamerikanern, 0,79 Prozent amerikanischen Ureinwohnern, 0,14 Prozent Asiaten und 12,72 Prozent aus anderen ethnischen Gruppen; 2,31 Prozent stammten von zwei oder mehr Ethnien ab. 45,05 Prozent der Einwohner waren spanischer oder lateinamerikanischer Abstammung.
Von den 801 Haushalten hatten 31,7 Prozent Kinder oder Jugendliche, die mit ihnen zusammen lebten. 60,8 Prozent waren verheiratete, zusammenlebende Paare 8,9 Prozent waren allein erziehende Mütter und 26,8 Prozent waren keine Familien. 24,7 Prozent waren Singlehaushalte und in 13,5 Prozent lebten Menschen im Alter von 65 Jahren oder darüber. Die durchschnittliche Haushaltsgröße betrug 2,66 und die durchschnittliche Familiengröße betrug 3,20 Personen.
28,5 Prozent der Bevölkerung war unter 18 Jahre alt, 6,5 Prozent zwischen 18 und 24, 23,2 Prozent zwischen 25 und 44, 25,7 Prozent zwischen 45 und 64 und 16,2 Prozent waren 65 Jahre alt oder älter. Das Medianalter betrug 39 Jahre. Auf 100 weibliche Personen kamen 102,6 männliche Personen und auf 100 Frauen im Alter von 18 Jahren oder darüber kamen 98,2 Männer.
Das jährliche Durchschnittseinkommen eines Haushalts betrug 25.298 USD, das Durchschnittseinkommen einer Familie betrug 27.083 USD. Männer hatten ein Durchschnittseinkommen von 21.912 USD, Frauen 14.907 USD. Das Prokopfeinkommen betrug 12.691 USD. 24,6 Prozent der Familien und 31,6 Prozent der Einwohner lebten unterhalb der Armutsgrenze.

## Orte im County
- Barksdale
- Rocksprings
- Telegraph
- Vance